# Radrennfahrer
Radrennfahrer sind Radsportler, die an Radrennen auf der Straße, der Bahn, an Cyclocross- oder auf dem Mountainbike teilnehmen.

## Berufsradrennfahrer und Amateurstatus
Die früher übliche Unterscheidung in Profis und Amateure gibt es seit der Einführung der Einheitslizenz in den 1990er-Jahren nicht mehr. Ohnehin betrieben Spitzenamateure den Radsport häufig als sogenannte Staatsamateure faktisch professionell.
Der Begriff Profiradsport besteht jedoch im Straßenradrennsport indirekt über die unterschiedlichen vom Weltradsportverband UCI ausgestellten Lizenzen für Radsportteams fort: Lizenzen für UCI WorldTeams und UCI Professional Continental Teams werden – neben der Erfüllung weiterer Voraussetzungen – nur an solche Teams vergeben, die ihre Fahrer nach den UCI-Richtlinien bezahlen. Es ist aber durchaus mit dem UCI-Reglement vereinbar, wenn auch Fahrer eines UCI Continental Teams, UCI Women’s Teams oder eines Radsportvereins den Radsport professionell betreiben. Mit Einführung der Einheitslizenz kann deswegen nicht mehr von Amateurlizenzen oder einer Amateurklasse gesprochen werden.
Profi-Straßenradrennfahrer sind vertraglich über einen Arbeits- oder Dienstvertrag mit der Betreibergesellschaft eines Teams verbunden. Die Finanzierung der Teams erfolgt über Sponsoren, wobei das Team den Namen der Hauptsponsoren trägt. 
Die Interessen der Berufsradrennfahrer in UCI ProTeams und UCI Professional Teams werden durch die „Fahrer-Gewerkschaft“ Cyclistes Professionnels Associés (CPA) vertreten. Die CPA versucht auch weibliche Radprofis zu vertreten; als spezialisierte Vereinigung wurde hierzu konkurrierend The Cyclists’ Alliance und The Riders Union gegründet.
Teamstrukturen finden sich zunehmend auch im Bahnradsport, Mountainbike und Cyclocross. Die Fahrer der UCI Track Teams UCI MTB Teams und UCI Cyclo-Cross Teams sind ebenfalls an die Betreibergesellschaften vertraglich gebunden.

## Fahrerkategorien
Nach den Regeln der UCI werden die Radrennfahrer nicht mehr in die Kategorien „Profi“ und „Amateur“ unterschieden, sondern grundsätzlich nach Alter (wobei sich das regelspezifische Alter aus der Differenz zwischen dem Kalenderjahr und dem Geburtsjahr ergibt), Teamzugehörigkeit und ausnahmsweise Wahl des Fahrers. Nach dem UCI-Reglement obliegt die Einteilung der Fahrer und Fahrerinnen unter 17 Jahren den nationalen Verbänden.
- Junioren (MJ) und Juniorinnen (WJ): Fahrer von 17 und 18 Jahren
- U23 (MU bzw. WU): Fahrer von 19 bis 22 Jahren
- Elite (ME bzw. WE): Fahrer über 22 Jahre
- Masters (MM bzw. WM): Fahrer ab dem 30. Lebensjahr, die nicht Mitglied eines bei der UCI registrierten Teams sind und diesen Status wählen